# Eunostos
Eunostos és una característica d'albedo a la superfície de Mart, localitzada amb el sistema de coordenades planetocèntriques a -22 ° latitud N i 140 ° longitud E. El nom va ser aprovat per la UAI l'any 1958 i fa referència a Eunostos, en la mitologia grega, zona contigua als Camps Elisis.